# Ronald Perdomo
Pour les articles homonymes, voir Perdomo.
Ronald Perdomo, né le 31 mai 1941 à Marseille (Bouches-du-Rhône), est un homme politique et avocat français.

## Biographie
Ronald Perdomo est élu député des Bouches-du-Rhône en 1986, sur une liste FN qui voit aussi l'élection de trois de ses colistiers (Pascal Arrighi, Jean Roussel et Gabriel Domenech).
Il est également conseiller régional de Provence-Alpes-Côte d'Azur et président du groupe Front national.
En 2008, il est l'un des cofondateurs, avec Guy Macary, Philippe de Beauregard et Michèle Carayon, du Front régional, qui est une dissidence du FN. Il en devient alors le président.
En mars 2010, à l'occasion des élections régionales, il est la tête de liste départementale de la liste de la Ligue du Sud (parti dirigé par Jacques Bompard, maire ex-FN et ex-MPF d'Orange, qui dirige d'ailleurs la liste au niveau régional).
Il est actuellement chef de file de la Ligue du Sud dans les Bouches-du-Rhône, tout en étant toujours membre du Front régional.
Il a déposé[Quand ?] un recours devant le Conseil d'État, visant à stopper la construction de la Grande Mosquée de Marseille.